# Fahree
Fəxri İsmayılov (Bakoe, 10 april 1995), beter bekend onder zijn artiestennaam Fahree, is een Azerbeidzjaanse zanger.

## Biografie
Fahree komt uit een muzikale familie, maar besloot aanvankelijk rechten te studeren. Na het behalen van zijn rechtendiploma, te midden van de coronapandemie, stortte hij zich op de muziek. In 2022 bracht hij een eerste single uit. In maart 2024 werd hij door de Azerbeidzjaanse omroep İctimai geselecteerd om samen met İlkin Dövlətov zijn vaderland te vertegenwoordigen op het Eurovisiesongfestival 2024 in Malmö (Zweden). Daar konden ze echter geen finaleplaats afdwingen.
2008: Elnur & Samir · 
2009: AySel & Arash · 
2010: Səfurə Əlizadə · 
2011: Ell & Nikki · 
2012: Səbinə Babayeva · 
2013: Fərid Məmmədov · 
2014: Dilarə Kazımova · 
2015: Elnur Hüseynov · 
2016: Səmra Rəhimli · 
2017: Dihaj · 
2018: Aysel Məmmədova · 
2019: Chingiz · 
2021: Efendi · 
2022: Nadir Rüstəmli · 
2023: TuralTuranX · 
2024: Fahree feat. İlkin Dövlətov · 
2025: Mamagama